# Sgraffito

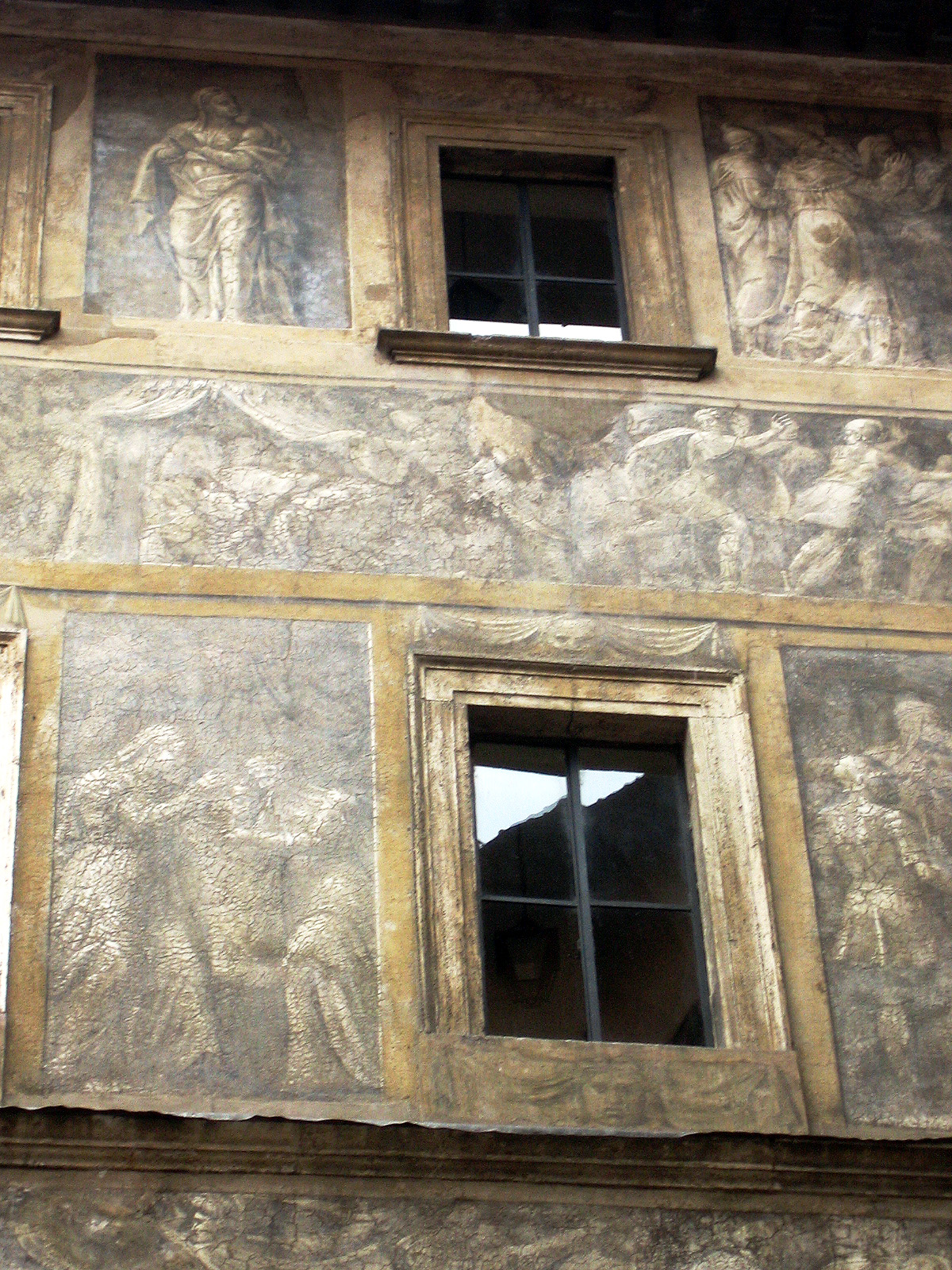
Sgraffito på fasaden till Palazzo Massimo istoriato i Rom.

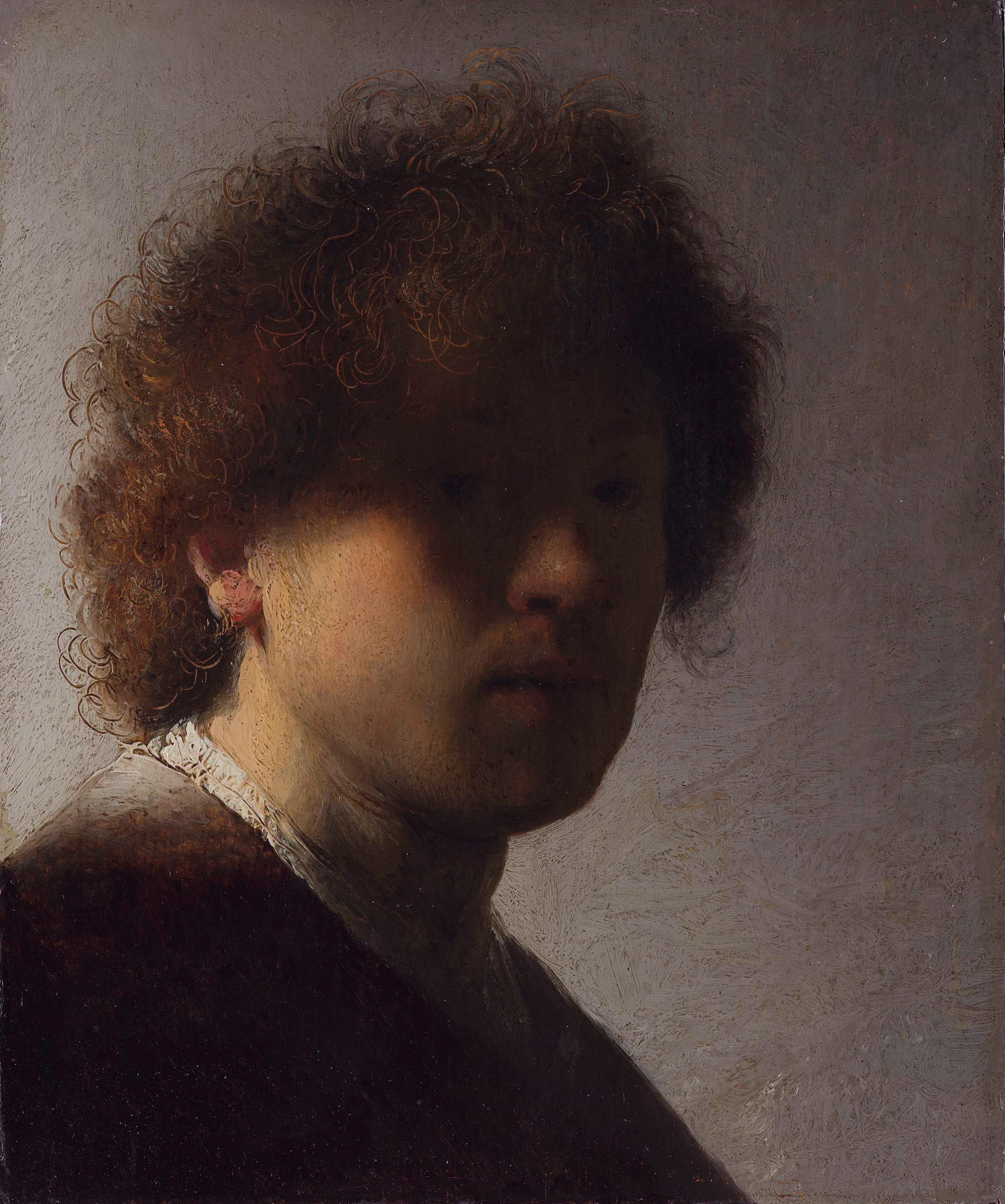
Självporträtt, Rembrandt (ca 1628), olja på pannå, (Rijksmuseum, Amsterdam). Rembrandt har här skrapat med bakänden av sin pensel för att accentuera hårstrån med hjälp av underliggande färglager.

Sgraffito, eller sgraffitomålning, (från italienska sgraffiare, "rista") är en måleriteknik där färg från underliggande lager tas fram genom att skrapa i ett överliggande färgskikt. Tekniken används bland annat inom målarkonst, arkitektur, keramik och glasmålning.
Vid dekorering av en husvägg med sgraffitoteknik, används i allmänhet två skikt med puts i kontrasterande färg och struktur. Medan det yttre skiktet fortfarande är mjukt, ristas detta så att bilden, eller mönstret, framträder med det undre skiktets färgsättning.